# Damastes de Sigeo
Damastes de Sigeo fue un antiguo logógrafo griego en la segunda mitad del siglo V a. C., discípulo de Helánico de Lesbos, autor de una obra de genealogías de los guerreros de la guerra de Troya, de un libro sobre acontecimientos de la historia de Grecia, de un diccionario de pueblos y ciudades y de otra obra sobre hombres famosos por su sabiduría. Sus trabajos se consideran perdidos.